# Wilczogóra (województwo wielkopolskie)
Wilczogóra (daw. Wilcza Góra) – wieś w Polsce położona w województwie wielkopolskim, w powiecie konińskim, w gminie Wilczyn.
Do 1954 roku siedziba gminy Wilczogóra. W latach 1975–1998 miejscowość należała administracyjnie do województwa konińskiego.
W Wilczogórze urodził się artysta Antoni Szulczyński.